# Kleszczanka
Kleszczanka (Labia minor) – gatunek skorka z rodziny kleszczankowatych. Jest małym owadem, długości 4–6,5 mm. Barwa żółtobrunatna, głowa ciemniejsza. Ciało pokryte włoskami. Przydatki odwłokowe (szczypce) samców długie (1,3–2,5 mm), przy podstawie lekko się poszerzają, wygięte, podczas gdy u samic prawie proste, krótsze (0,8–1,5 mm). Gatunek kosmopolityczny, preferuje wilgotne biotopy. Występuje w całej Polsce, lokalnie i jest rzadko spotykany. Żywi się martwą materią organiczną (saprofag).